# Грэммер, Энди
Э́ндрю Ча́рльз Грэ́ммер (англ. Andrew Charles Grammer; род. 3 декабря 1983, Лос-Анджелес, Калифорния, США) — американский музыкант, певец и продюсер.

## Биография
Эндрю Грэммер родился 3 декабря 1983 года в Лос-Анджелесе, но свое детство провел в Нью-Йорке. Ещё когда Эндрю был ребенком, он научился играть на трубе, гитаре и пианино. После окончания средней школы Монро-Вудбери поступил в Бингемтонский университет, но впоследствии Эндрю бросил учебу, чтобы вернуться в Лос-Анджелес. Он получил степень в области музыкальной индустрии в Калифорнийском государственном университете в Нортридже. 
Эндрю начал выступать на публике в качестве уличного музыканта в Санта-Монике, прежде чем играть на таких площадках, как The Viper Room. В 2010 он подписал контракт с S-Curve Records. Его сингл Keep Your Head Up принес ему успех благодаря музыкальному видео (с участием Рэйна Уилсона). 
Его дебютный альбом Andy Grammer был выпущен в 2011 году. Он занял 1-е место в чарте Billboard New Artist Chart. В 2013 году он выпустил свой мини-альбом Crazy Beautiful, а в 2014 году —  второй альбом Magazines or Novels.

## Дискография
Студийные альбомы
- Andy Grammer (2011)
- Magazines or Novels (2014)
- The Good Parts (2017)
- Naive (2019)
- Monster (2024)
- The Friends & Family Sessions (2025)

Мини-альбомы
- Crazy Beautiful EP (2016)

Сборники
- The Art of Joy (2022)